# Steinar Aase
Steinar Aase (født 15. april 1955 i Bergen, Norge) er en norsk tidligere fodboldspiller (angriber).
Aase tilbragte hele sin karriere i hjemlandet, og størstedelen blev tilbragt hos SK Brann i fødebyen Bergen. Han tilbragte desuden fire sæsoner hos IK Start i Kristiansand, og vandt det norske mesterskab med klubben i 1980.
For Norges landshold spillede Aase tre kampe. Han debuterede for holdet i marts 1978 i et opgør mod Spanien.

## Titler
Eliteserien
- 1980 med IK Start

Norsk pokal
- 1976 med SK Brann